# Designatore laser

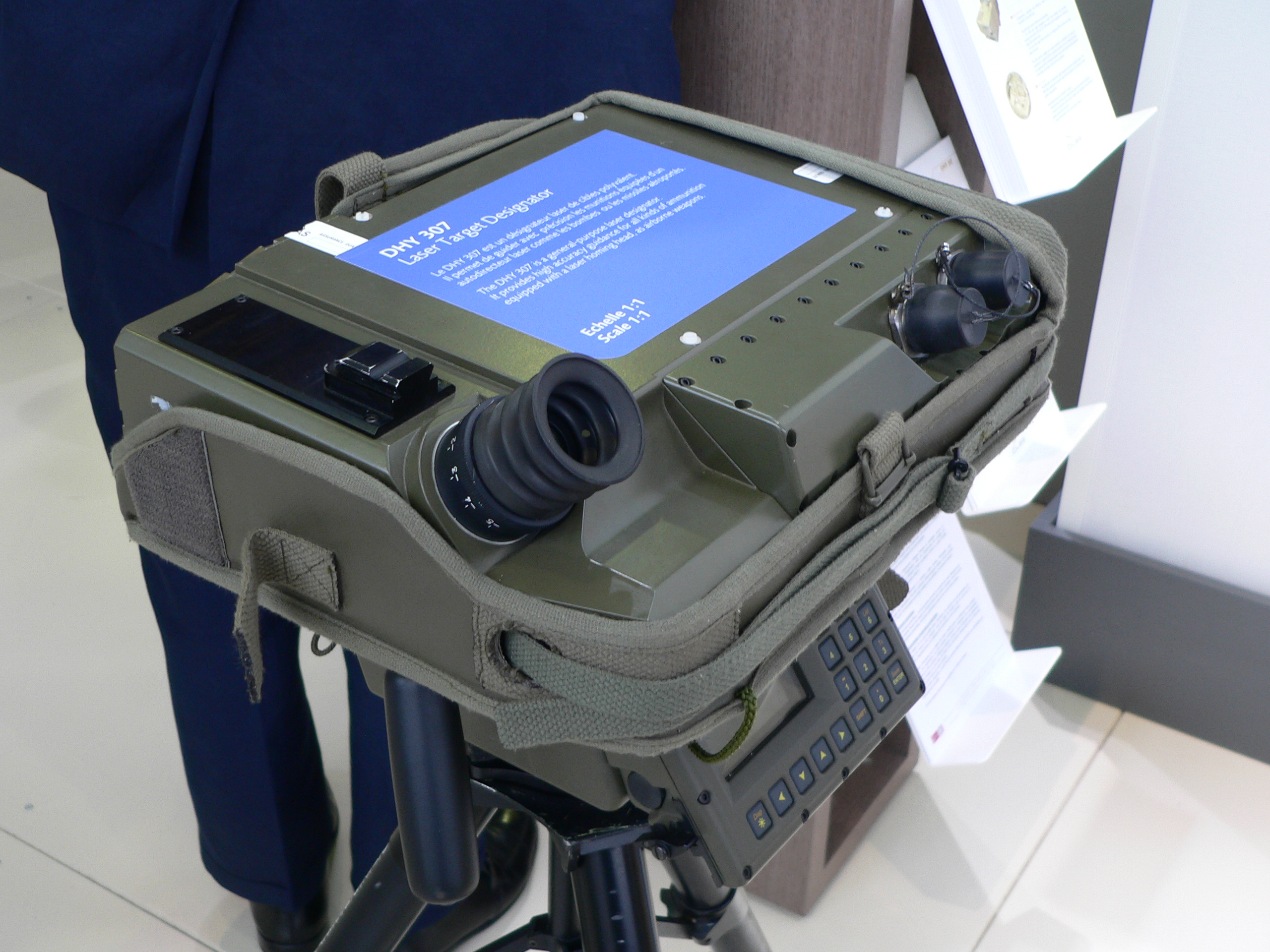
Designatore laser terrestre portatile DHY 307.

Un designatore laser è una sorgente di luce laser che viene utilizzata per designare un bersaglio. I designatori laser forniscono il puntamento per bombe a guida laser, missili o munizioni di artiglieria di precisione, rispettivamente bombe Paveway, AGM-114 Hellfire o il round M712 Copperhead.
Quando un bersaglio è contrassegnato da un designatore, gli vengono inviati una serie di impulsi laser invisibili e codificati, detti anche codici PRF (frequenza di ripetizione degli impulsi). Questi segnali rimbalzano sul bersaglio, venendo rilevati dal sensore sulla munizione guidata, che si dirige verso il centro del segnale riflesso. A meno che l'obiettivo preso di mira non possieda apparecchiature di rilevamento laser, è estremamente difficile determinare se sia contrassegnato o meno. I designatori laser funzionano meglio in condizioni atmosferiche limpide. La copertura nuvolosa, la pioggia o il fumo possono rendere difficile o impossibile una designazione affidabile.

## Caratteristiche

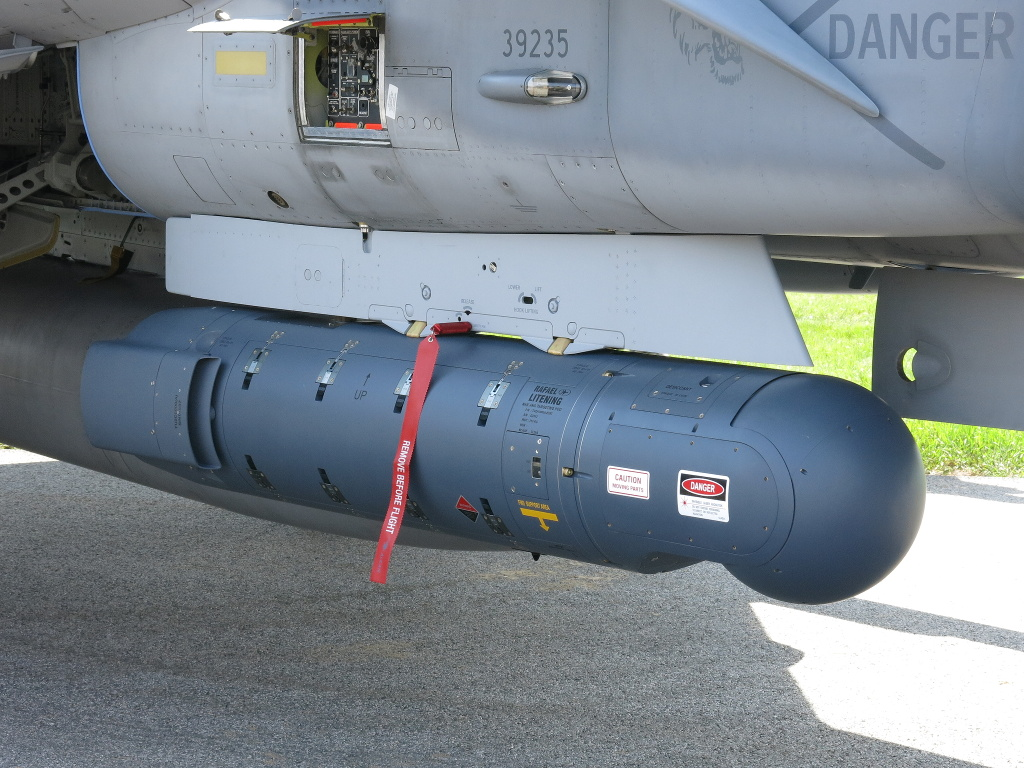
Litening pod per la designazione laser aerea.

I designatori laser possono essere montati su aeromobili, veicoli terrestri, navi militari o palmari. A seconda della lunghezza d'onda della luce utilizzata dal designatore, il laser può essere o meno visibile al personale che lo utilizza. Questo è il caso dei designatori laser utilizzati dai JTAC poiché alla lunghezza d'onda di 1064nm la luce è di difficile rilevazione con i dispositivi di visione notturna standard di Gen III/III+. Nei posti d'osservazione vengono spesso utilizzati altri dispositivi di scansione dell'ambiente per localizzare il laser ed assicurarsi che il bersaglio sia designato correttamente. Questi possono includere termocamere FLIR (forward looking infrared) che normalmente operano nello spettro MWIR o LWIR ma hanno un segnale con una finestra di 1064 nm in cui possono rilevare il laser.

### Aviotrasportato
La US Air Force ha scelto lo Sniper Advanced Targeting Pod (ATP) della Lockheed Martin nel 2004. Montandolo su diversi velivoli USAF come F-16, F-15E, B-1, B-52 e A-10C. La Marina degli Stati Uniti attualmente impiega pod di puntamento LITENING e ATFLIR su una varietà di aerei d'attacco. Il Litening II è ampiamente utilizzato da molte altre forze aeree mondiali. La Royal Air Force del Regno Unito utilizza il sistema Litening III e i francesi utilizzano il TALIOS (Targeting Long-range Identification Optronic System), Damocle e ATLIS II.

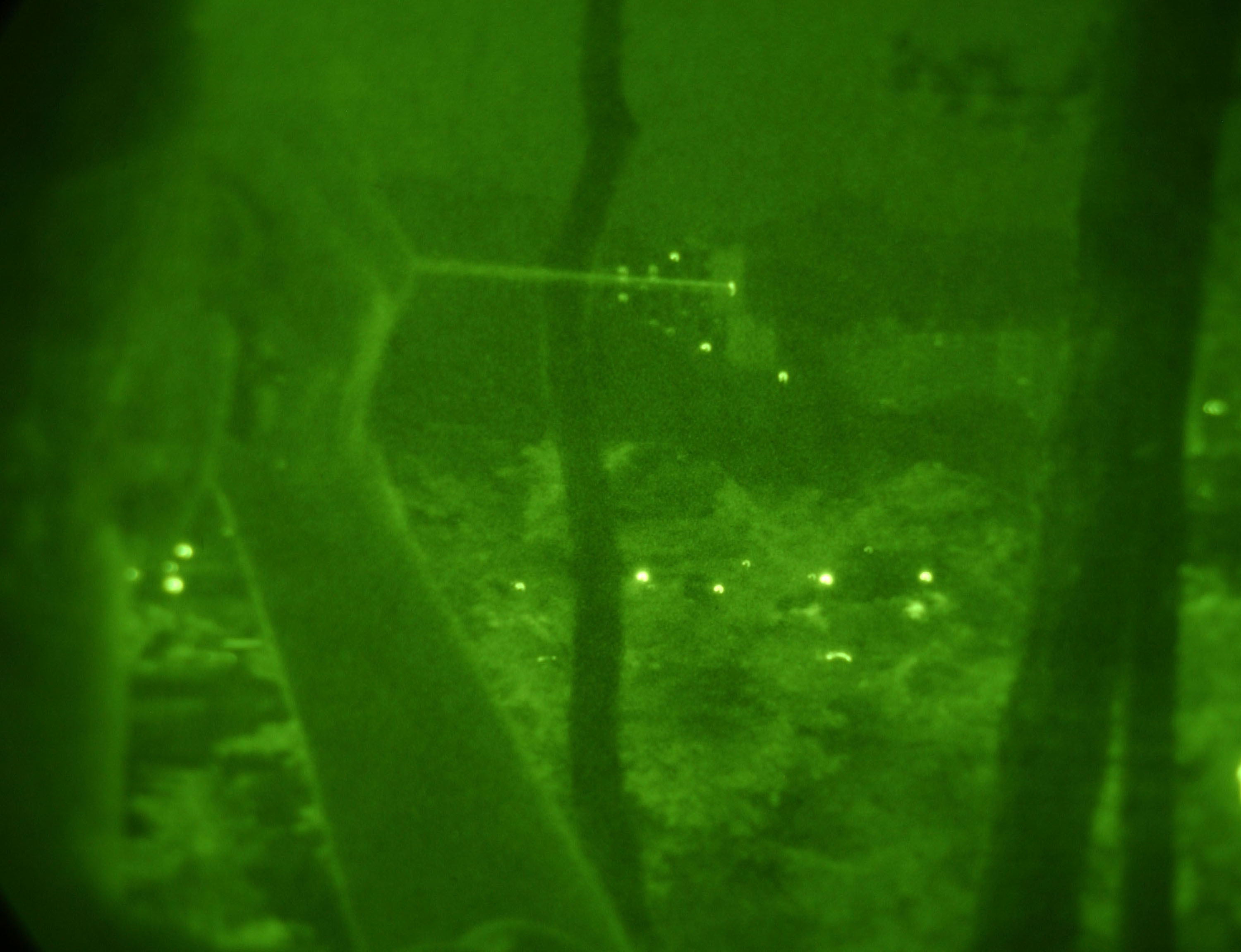
Designatore laser portatile USAF in visione notturna, 2007.

### A terra
Il corpo dell'aeronautica militare e dei Marines  degli Stati Uniti dedita al controllo aereo utilizzano in genere un dispositivo leggero, come il telemetro a designatore laser leggero AN / PED-1, che consente loro di designare bersagli per velivoli di supporto aereo ravvicinato che volano sopra la testa e in prossimità delle forze amiche. Mentre molti designatori sono basati su binocoli e possono utilizzare treppiedi, esistono anche designatori laser portatili più piccoli, come BE Meyers & Co. IZLID 1000P. L'LLDR di Northrop Grumman, riconosce i bersagli, rispettivamente trova la distanza e imposta le posizioni degli obiettivi per munizioni a guida laser, a guida GPS e convenzionali. Questo sistema leggero e interoperabile può anche fornire informazioni sulla distanza e sul puntamento ad altri sistemi digitali nel campo di battaglia consentendo al sistema di fornire informazioni per munizioni non guidate o quando la designazione del laser non è affidabile a causa della scarsa visibilità o di eventuali disturbi elettromagnetici. L'esercito pakistano utilizza il designatore laser fatto in casa LDR-4.